# Panini-voetbalplaatjes
Panini-voetbalplaatjes zijn een product van het Italiaanse bedrijf Panini, dat is gespecialiseerd in het maken van verzamelbare stickers. Sinds haar bestaan produceert de firma plakplaatjes van onder andere films en computerspelletjes, maar het populairst zijn altijd de voetbalplaatjes geweest. Hieronder een overzicht van alle voetbal gerelateerde albums en stickers die Panini uitbracht op de Nederlandse markt.

## Eredivisie
In 1978 kwam het eerste nationale album van Panini op de Nederlandse markt. Destijds waren het nog plakplaatjes, maar al snel werden deze vervangen door stickers. In de jaren 2001, 2002 en 2003 verschenen er géén album is, hetgeen te maken heeft met de rechten die Panini destijds verkocht had aan andere firma's. Het laatste verzamelalbum kwam uit in 2005, daarna nam supermarktketen PLUS de rechten over. Deze rechten zijn thans in handen van Albert Heijn.
In het overzicht komt vaak de afkorting 'n.v.t.' voor, dit betekent dat de albums van de betreffende jaren niet één aanduidende omslagkleur hadden, maar dat de hele omslag bestond uit een foto met spelers erop. 
| Jaar van uitgave | Titel        | Kleur van omslag   | Aantal plaatjes | Aantal pagina's |
| ---------------- | ------------ | ------------------ | --------------- | --------------- |
| 1978             | Voetbal 78   | Geel               | 400             |                 |
| 1979             | Voetbal 79   | Rood               | 400             |                 |
| 1980             | Voetbal 80   | n.v.t.             | 400             |                 |
| 1981             | Voetbal 81   | Terra              | 448             |                 |
| 1982             | Voetbal 82   | Wit                | 427             |                 |
| 1983             | Voetbal 83   | Wit                | 438             |                 |
| 1984             | Voetbal 84   | Oranje             | 438             |                 |
| 1985             | Voetbal 85   | Blauw              | 436             |                 |
| 1986             | Voetbal 86   | Wit                | 428             | 48              |
| 1987             | Voetbal 87   | Rood               | 466             | 48              |
| 1988             | Voetbal 88   | n.v.t.             | 444             |                 |
| 1989             | Voetbal 89   | n.v.t.             | 384             |                 |
| 1990             | Voetbal 90   | n.v.t.             | 360             |                 |
| 1991             | Voetbal 91   | n.v.t.             | 270             |                 |
| 1992             | Voetbal 92   | Groen              | 255             |                 |
| 1993             | Voetbal 93   | n.v.t.             | 254             |                 |
| 1994             | Voetbal 94   | n.v.t.             | 357             |                 |
| 1995             | Voetbal 95   | n.v.t.             | 412             |                 |
| 1995             | Voetbal 95   | n.v.t.             |                 |                 |
| 1996             | Voetbal 96   | n.v.t.             |                 |                 |
| 1997             | Voetbal 97   | n.v.t.             |                 |                 |
| 1998             | Voetbal 98   | Paars, groen       |                 |                 |
| 1999             | Voetbal 99   | Oranje, wit, blauw |                 |                 |
| 2000             | Voetbal 2000 | Donkerblauw        |                 |                 |
| 2004             | Voetbal 04   | Oranje             |                 |                 |
| 2005             | Voetbal 05   | Oranje             |                 |                 |

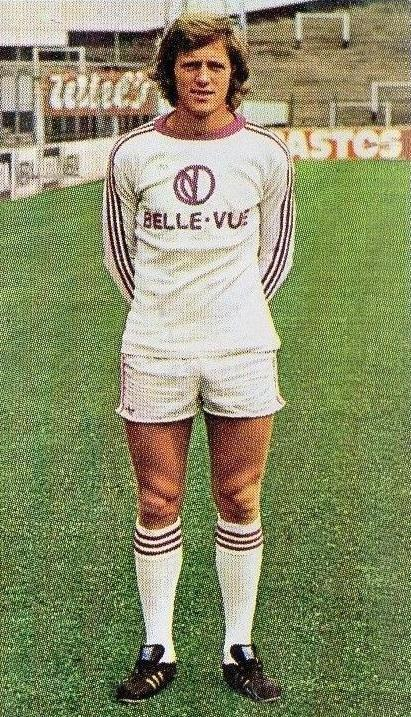
Arie Haan (1975)
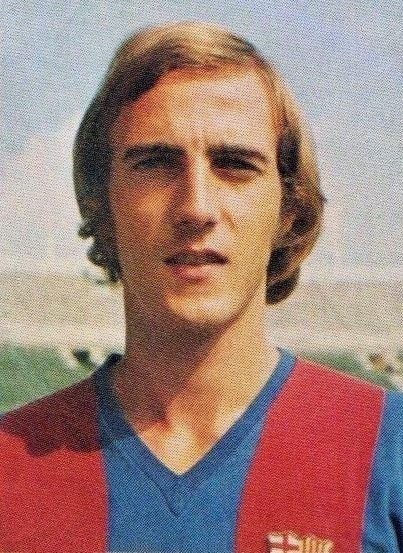
Johan Neeskens (1975)
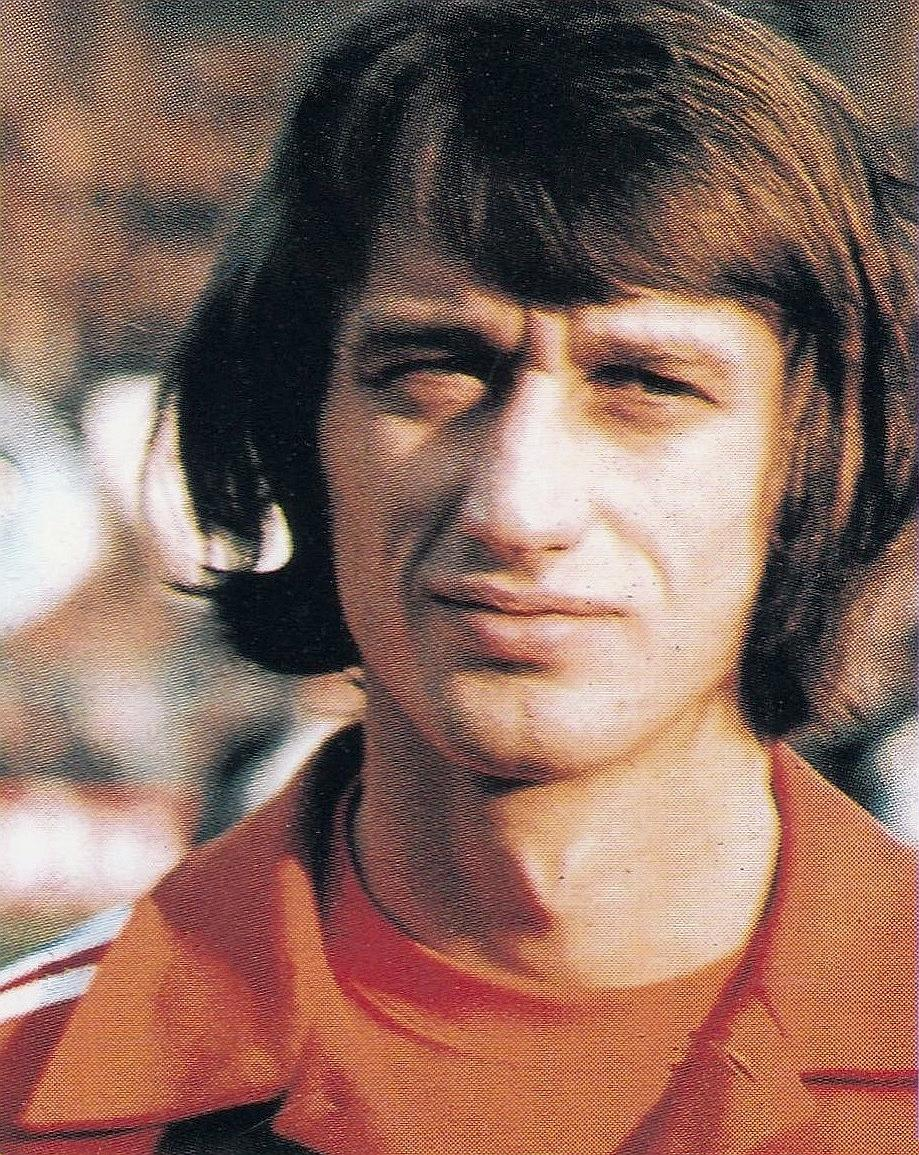
Rob Rensenbrink (1974)
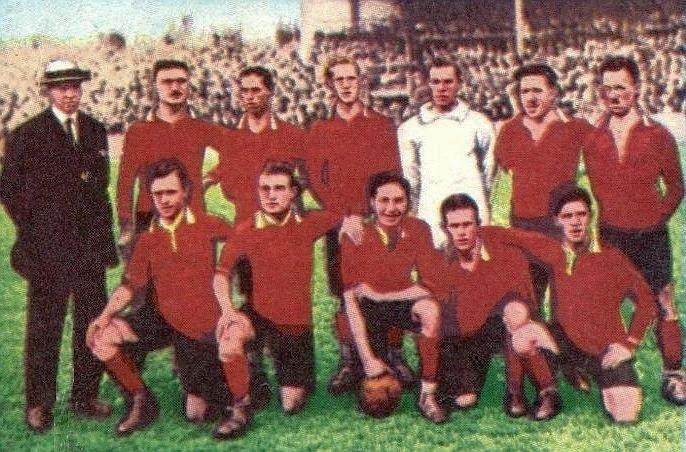
België 1920

## Belgische competitie
Panini kwam in 1972 voor de eerste keer uit in België. Op de cover van het eerste Panini-album prijkt een foto uit de EK-kwalificatie-interland Italië-België uit april 1972 waarop doelman Christian Piot de bal pakt. Na dat EK in eigen land beginnen zestien clubs aan de competitie in eerste klasse, met voor het eerst vier clubs uit de hoofdstad. Een volwaardige profcompetitie wordt echter pas in 1974/1975 opgericht, nadat in februari 1974 Standardvoorzitter Roger Petit voorzitter wordt van de liga betaald voetbal, met Germain Landsheere van SV Waregem als penningmeester. Vóór 1974 moeten eersteklassers minstens veertien voetballers met een niet-amateurcontract hebben. In dat eerste album van 1972/73 staan bij elke eersteklasseclub het embleem, de ploegfoto en dertien spelers. Van de trainers geen spoor. Zij krijgen pas in de volgende editie een plaats, op een aparte dubbele pagina. Vanaf 1973/74 is er ook plek voor de tweedeklassers met elk twaalf spelers. Tot 2023 verscheen er ieder jaar een album.

## Wereldkampioenschappen
Al acht jaar voordat het eerste Panini-album van de Eredivisie er kwam, lag in Nederland het eerste WK-album in de winkels: Mexico 70. In de bijbehorende zakjes zaten telkens twee kaartjes die men dan zelf moest inplakken. Dit is vandaag de dag nog een zeer populair album bij verzamelaars en heeft dan ook de hoogste marktwaarde van alle Panini-albums. Op eBay gaat dit album voor gemiddeld zo'n 1500 euro over de toonbank. Mits compleet en in nieuwstaat. Een tweemaal door Pelé gesigneerd album van 1970 bracht in maart 2017 €12.000 op via een veiling op Catawiki. Vanaf het WK 1974 werden de plaatjes als stickers uitgegeven. In het overzicht zijn meerdere zeldzame albums terug te vinden. De naam van het land in de titel, verwijst naar het gastland van het betreffende WK.
| Jaar van uitgave | Titel              | Kleur van omslag | Aantal plaatjes | Aantal pagina's |
| ---------------- | ------------------ | ---------------- | --------------- | --------------- |
| 1970             | Mexico 70          | Kobalt / blauw   | 271             |                 |
| 1974             | München 74         | Zwart            | 400             |                 |
| 1978             | Argentina 78       | Paars            | 400             |                 |
| 1982             | España 82          | Groen            | 427             | 48              |
| 1986             | Mexico 86          | Wit              | 427             | 48              |
| 1990             | Italia 90          | Lichtblauw       | 448             | 48              |
| 1994             | USA 94             | Blauw            | 345/444         | 40/48           |
| 1998             | France 98          | n.v.t.           | 561             | 64              |
| 2002             | Korea & Japan 2002 | n.v.t.           | 576             | 64              |
| 2006             | Germany 2006       | Blauw            | 597             | 64              |
| 2010             | South Africa 2010  | Oranje           | 640             | 72              |
| 2014             | Brasil 2014        | Lichtblauw       | 639             | 72              |
| 2018             | Russia             | Rood\Blauw       | 468             | 52              |

## Europese kampioenschappen
In 1980 verscheen het eerste EK-album in Nederland, vervolgens zou deze niet meer verdwijnen. Hoewel de populariteit in de jaren 90 afnam, waren de laatste twee albums (van de jaren 2004 en 2008) over het algemeen weer zeer geliefd bij jong en oud.
| Jaar van uitgave | Titel     | Kleur van omslag | Aantal plaatjes | Aantal pagina's |
| ---------------- | --------- | ---------------- | --------------- | --------------- |
| 1980             | Europa 80 | Zwart            | 262             | 32              |
| 1984             | Euro 84   | Blauw            | 258             | 32              |
| 1988             | Euro 88   | n.v.t.           | 267             | 32              |
| 1992             | Euro 92   | n.v.t.           | 261             | 32              |
| 1996             | Europa 96 | Rood             | 354             | 40              |
| 2000             | Euro 2000 | Oranje           | 358             | 48              |
| 2004             | Euro 2004 | Zwart            | 334             | 48              |
| 2008             | Euro 2008 | Wit              | 535             | 64              |
| 2012             | Euro 2012 | Paars            | 539             | 64              |
| 2016             | Euro 2016 | Blauw            | 680             |                 |

## Champions League
Jaren later kwam Panini ook met Champions League-albums, het eerste verscheen in het seizoen 1999-2000. Vervolgens is niet elk seizoen een nieuw album uitgekomen, maar de afgelopen drie jaar (2006-2009) wél. In de verzamelaarswereld is het album '50 years of the European Cup & Champions League' , dat werd uitgegeven in 2005, populair. In verband met de geringe uitgave is dit album schaarser dan de andere.
| Jaar van uitgave | Titel                                            | Kleur van omslag | Aantal plaatjes | Aantal pagina's |
| ---------------- | ------------------------------------------------ | ---------------- | --------------- | --------------- |
| 1999-2000        | Champions League                                 | Grijs            |                 |                 |
| 2000-2001        | Champions League 00-01                           | nvt              |                 |                 |
| 2001-2002        | Champions League 01-02                           | Wit, grijs       |                 |                 |
| 2005             | 100 Years of the European Cup & Champions League | nvt              |                 |                 |
| 2006-2007        | Champions League 06-07                           | Blauw            |                 |                 |
| 2007-2008        | Champions League 07-08                           | Blauw            |                 |                 |
| 2008-2009        | Champions League 08-09                           | Blauw            |                 |                 |

## Ajax, Feyenoord, PSV
Sinds het begin van de 21e eeuw bracht Panini tevens albums uit van afzonderlijke Nederlandse clubs; Ajax, Feyenoord en PSV. Vaak werd er gekozen voor de club die in het betreffende seizoen de beste resultaten boekte.
| Jaar van uitgave | Titel               | Kleur van omslag | Aantal plaatjes | Aantal pagina's |
| ---------------- | ------------------- | ---------------- | --------------- | --------------- |
| 2000             | Ajax 2000           | Rood, wit        | 96              |                 |
| 2001             | Ajax 2001           | Rood, wit        | 97              |                 |
| 2000             | Feyenoord 2000      | Wit              | 96              |                 |
| 2001             | Feyenoord 2001      | Rood, wit, zwart | 96              |                 |
| 2002             | Feyenoord 2002      | Rood, wit        | 120             |                 |
| 2008             | Feyenoord 2008-2009 | Rood, wit, zwart | 102             |                 |
| 2001             | PSV 2001            | Rood             | 120             |                 |
| 2002             | PSV 2002            | Rood             | 114             |                 |
| 2007             | PSV 2007-2008       | Rood, wit        | 103             |                 |